# 阿波美

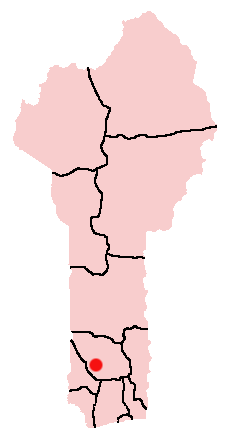
阿波美在贝宁的位置

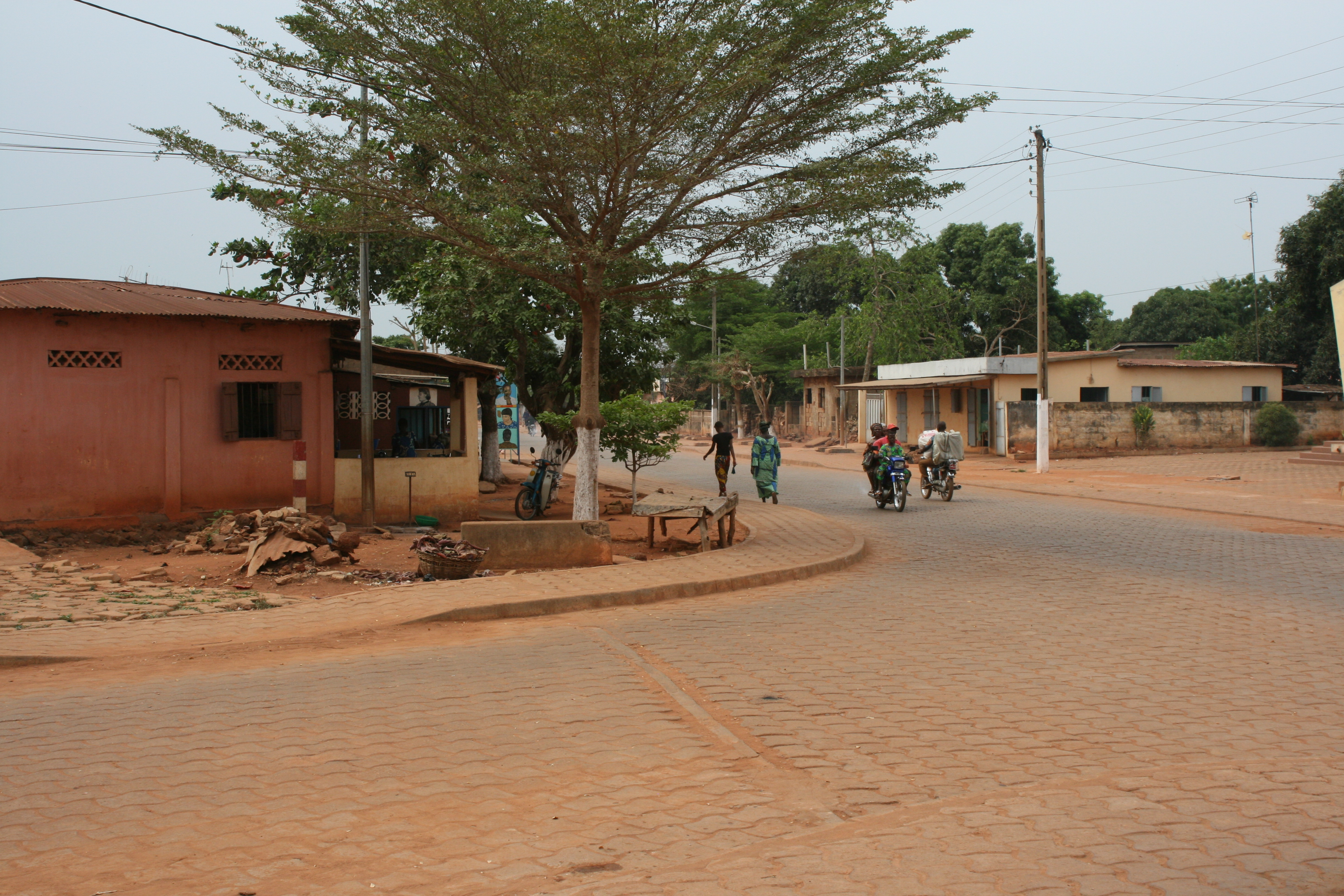
阿波美

阿波美（法語：Abomey）是贝宁南部祖省的首府，人口约12万。该城是原达荷美王国的首都，丰族人于公元17世纪中叶至19世纪在阿波美建立王宫，即阿波美皇宫，这些土制建筑被联合国教科文组织列为世界文化遗产。

## 歷史
阿波美建於17世紀，作為达荷美王国（1600–1904）的首都。這裡原本是一條叫Kana的村莊。經過多次的法國入侵，1892年11月16日，國王貝漢津被迫焚毀這城並且逃向北方。此後這城的重要性下降。當法國人立即在東部建立新的行政中心博希孔，這一進程加快了。如今，這座城市已經沒甚麼重要性，但仍然受到遊客的歡迎和作為工藝的中心。

## 人口数据
| 年份         | 人口   |
| ------------ | ------ |
| 1860年代     | 24 000 |
| 1979         | 38 412 |
| 1992         | 65 725 |
| 2002         | 77 997 |
| 2008（估计） | 87 344 |
| 2012         | 90 195 |